# 9690 Хаутґаст
9690 Хаутґаст (9690 Houtgast) — астероїд головного поясу, відкритий 24 вересня 1960 року.
Тіссеранів параметр щодо Юпітера — 3,282.